# وشق تورانی
وشق تورانی یا وشق ترکستانی (به انگلیسی: Lynx lynx isabellinus) زیرگونهای از لینکس اوراسیایی بومی آسیای مرکزی است. به وشق آسیای میانه، وشق تبتی یا وشق هیمالیایی نیز معروف است. از آسیای مرکزی، قاره جنوب آسیا تا چین و مغولستان گسترده‌است. تا سال ۲۰۱۳ حدود ۲۷۰۰۰ فرد بالغ در چین برآورد شده‌است

## پراکندگی و زیستگاه
وشق تورانی در آسیای مرکزی از ترکمنستان، ازبکستان، قزاقستان، تاجیکستان، قرقیزستان، افغانستان تا پاکستان، هند، نپال، بوتان و چین وجود دارد. بیشتر در جنگل‌های باز، استپی و تپه‌های صخره‌ای زندگی می‌کند. در هیمالیاهای هند، افراد در ارتفاع ۴٬۹۰۰ متر (۱۶٬۱۰۰ فوت) دیده شدند. در پارک ملی همیس و در ۴٬۸۰۰ متر (۱۵٬۷۰۰ فوت) در فلات چانگ‌تانگ در لداخ است.